# Roberto Pinto
Roberto Gonçalves Pinto (Stoccarda, 5 aprile 1976) è un allenatore di calcio, dirigente sportivo ed ex calciatore tedesco di origini portoghesi, di ruolo centrocampista.

## Palmarès

### Club

#### Competizioni nazionali
- Coppa di Lega tedesca: 2

Hertha Berlino: 2001, 2002

#### Competizioni internazionali
- Coppa Intertoto UEFA: 1

Stoccarda: 2000